# 大平山镇
大平山镇，是中华人民共和国广西壮族自治区玉林市兴业县下辖的一个乡镇级行政单位。

## 行政区划
大平山镇下辖以下地区：
龙泉村、田寮村、上阳村、正阳村、雅桥村、大苏村、江下村、江岭村、鸣峨村、陈村、新岭村、古城村、平山村、山下村、山腰村、三联村、阳村、高良村、埠头村、南村和双凤村。